# Bariera București
Bariera București este un cartier situat în Ploiești, județul Prahova. Se află în partea sudică a orașului, lângă gara Ploiești Sud. În apropierea acestuia se află rafinăria Astra Română și hipodromul.